# Никаноров, Василий Иванович
Василий Иванович Никаноров (22 декабря 1904, город Переславль-Залесский Ярославской губернии, теперь Ярославская область, Российская Федерация — 19 июня 1982, Симферополь) — советский партийный и государственный деятель, 2-й секретарь Крымского областного комитета ВКП(б), председатель Крымского облисполкома. Депутат Верховного Совета РСФСР 2-го созыва (1947-1949 годы). Депутат Крымского областного Совета депутатов трудящихся.

## Биография
Родился в семье столяра. В 1916-1924 годах — ученик токаря, токарь на меднообрабатывающем заводе. В 1924-1925 годах — заведующий избы-читальни села Ивановского Владимирской губернии.

### Партийная карьера
Член РКП(б) с 1925 года. В 1927 году окончил Владимирскую губернскую партийную школу.
В 1926-1929 годах — заведующий агитационно-пропагандистского отдела Ивановского районного комитета ВКП(б) Владимирской губернии. В 1929-1932 годах — заведующий отделом культуры и пропаганды Александровского окружного комитета ВКП(б); заведующий организационным отделом, заместитель секретаря Кольчугинского районного комитета ВКП(б) Ивановской Промышленной области.
В 1932-1935 годах — заместитель секретаря, секретарь комитета ВКП(б) морского завода имени Серго Орджоникидзе в городе Севастополе, секретарь комитета ВКП(б) военного округа. В 1935-1937 годах — 2-й секретарь Крымского областного комитета комсомола (ВЛКСМ).
В 1937-1938 годах — заместитель народного комиссара земледелия Крымской АССР. В 1938 году был арестован органами НКВД, провел девять месяцев в тюрьме. Был освобожден из заключения и оправдан, до 1940 года работал заместителем народного комиссара земледелия Крымской АССР. В 1940-1941 годах — 1-й секретарь Центрального районного комитета ВКП(б) города Симферополя.

### В партизанском движении
Участник Великой Отечественной войны, один из организаторов партизанского движения в Крыму. В 1941-1942 годах — комиссар 3-го го партизанского района партизан Крыма (командир  Г. Л. Северский). В 1942-1944 годах — помощник начальника штаба по материальному обеспечению крымских партизан, Сочи.
В мае 1944 — сентябре 1946 г. — 3-й секретарь Крымского областного комитета ВКП(б). В сентябре 1946 — июне 1949 г. — 2-й секретарь Крымского областного комитета ВКП(б).
10 июня — 12 декабря 1949 г. — председатель исполнительного комитета Крымского областного совета депутатов трудящихся.

### Репрессии и реабилитация
18 декабря 1949 года арестован органами МГБ в Симферополе в рамках так называемого «Ленинградского дела» вслед за первым секретарём Крымского обкома Н. В. Соловьёвым. В 1950 году осужден на 25 лет исправительно-трудовых лагерей. В 1954 году был освобожден из заключения и реабилитирован.
В 1954-1963 годах — уполномоченный Министерства заготовок СССР по Крымской области; заместитель начальника Крымского областного управления промышленности продовольственных товаров. В 1963-1974 годах — председатель партийной комиссии при Крымском областном комитете КПУ. В 1974-1982 годах — внештатный член партийной комиссии при Крымском областном комитете КПУ, персональный пенсионер.
Умер 19 июня 1982 года в Симферополе. Похоронен на кладбище Абдал-1 в Симферополе, квартал №14. Позднее рядом похоронен его боевой товарищ  Г. Л. Северский.

## Память
В честь В. И. Никанорова была названа улица в Симферополе.

## Награды
- орден Ленина (1942)
- ордена
- медали
- почетный гражданин города Симферополя (14.12.1979)[7]